# Corambe lucea
Corambe lucea Er. Marcus, 1959 è un  mollusco nudibranco appartenente alla famiglia Corambidae.

## Descrizione
La struttura delle branchie e del sistema circolatorio sono omologhi a quelli degli Anthobranchia, ma non alle branchie secondarie e al sistema circolatorio dei Phyllidiidae. La posizione laterale degli organi respiratori e quella posteroventrale dell'ano nei Corambidae e nei Phyllidiidae è causata da convergenza evolutiva, ma non vi sono evidenze di un'ulteriore relazione tra le famiglie.

## Biologia
Alcuni esemplari sono infestati da crostacei copepodi del genere Ismaila.

## Distribuzione e habitat
La specie è distribuita nelle coste pacifiche dell'America meridionale, estendendosi dal Perù, al Cile, fino all'isola Chiloé.